# Tak Aghadż
Tak Aghadż – wieś w Iranie, w ostanie Azerbejdżan Zachodni, w szahrestanie Mijandoab. W 2006 roku liczyła 386 mieszkańców.